# 文凭主义及教育通胀

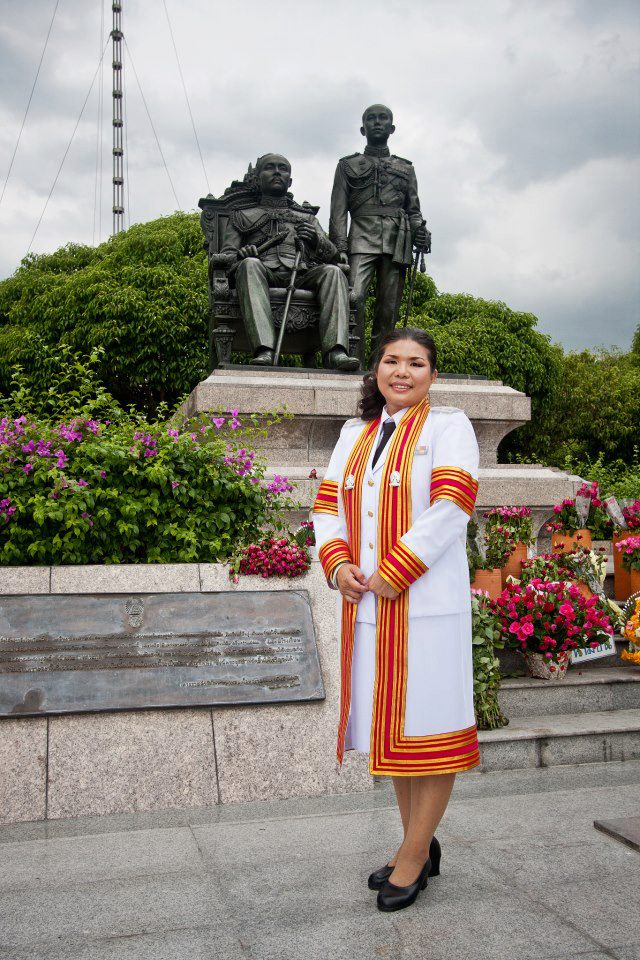
由于文凭主义及教育通胀的影响，求职者需在工作申请中提供较以往更高的学历证明。图中的女士取得了博士学位，正在毕业典礼上庆祝。

文凭主义及教育通胀是指社会对于正规学历证书的需求逐渐增加，及此类学历证明同时不断贬值的相关过程。在西方社会中，各类职位对于正规学历或资质的要求不断提高，这一过程被称为文凭主义或者專業化。这一过程，转而引起了文凭通胀（或学历贬值，学术通胀或学历通胀），对应工作要求的最低学历发生了膨胀，同时学历和文凭又在贬值。这些趋势也和成绩通胀相关，如今学生获得的学术成绩变得越来越高，而过去在同等水平下获得的分数则较低。
中东地区的一些国家中，统治者习惯采取一种绥靖政策，将公共单位的职位提供给中产阶级，这也导致了许多年轻人去考取只和公务职位对口的大学学历，使得他们在寻求私营单位的职位时反而失去了竞争力。
一些职业过去只要求申请者持有高中学历即可，比如工地监工，银行处理贷款事项的营业员，保险员，行政助理等，而现在都要求从业者持有本科學士学历。一些工作过去只要求申请者持有本科学历，比如联邦政府的主管，讲师，或者是历史景点的讲解员，现在都要求从业者获得硕士学位。同理，一些原来只要求硕士学历的职业，比如初级科研员，讲师，现在都要求有博士学历。而原来只要求有博士学历的职位，现在更多地要求从业者拥有一个或多个博士后或研究员的资历。
全球范围内对高端职务的竞争愈发激烈，这也是导致学历贬值的另一个原因。

## 文凭主义及职业化
文凭主义即是根据正式的合格证或学历证书来决定某人是否有资格在某领域中工作，或以“权威”的身份来发表意见。另一个定义是“在雇佣和升职决定中，证书，尤其是学历证书发挥的过大影响”。文凭主义也体现在某一工作或职位要求的学历水平提高，而此提高并非必要，并没有增加更多的相应技能要求。
职业化是指所有商贸，职业全部转变为真正的“完整并自成体系，从业人员拥有专业知识”的社会进程。在这一进程中创立了林林种种的证书，职业机构或组织，用以监督从业人员的行为表现，也在一定程度上将合格的从业人员及不合格的外行或业余爱好者区分开来。这也“导致了阶层划分 - 在各种职业中划分出了掌握知识的权威以及低等级的人员”。这一分级也经常被称为“职业闭锁” ，因为其意味着该职业不允许外来者，外行及不合格人员进入。“职业与业余的区分，以及等级的划分”使得职位阶层更为分明。据说，这一进程的起源可以追溯到中世纪同业公会的产生。那时的同业公会征求专有的排外权利，只允许熟练的技能掌握者开始工作，并开始训练无薪学徒。

### 历史发展
在过去的六十年之中，西方世界的文凭主义倾向十分明显。而在近些年来，发展中国家中也出现了同样显著的现象，持有学历，文凭的人口越来越多，颁发资质证书的机构数量不断增长，用学历证书来挑选人才，雇佣员工也成为愈发司空见惯的现象。心理学家Tony Buon称，要求求职者持有证书或学历的雇主，主要有以下两大方面的考虑：
1. 投资效应 - 证书或学历表明申请者已经接受过一定的学术训练，效率会更高一些。
2. 筛选效应 - 教育，及接受教育从而获得的证书，表明申请者身上有雇主想要的一些特质。

Tony Buon也提醒到，这样非黑即白的二分法自然是有其局限的。在一定程度上，筛选效应和投资效应其实可以共存。
以往，求职者可以凭借实际经验，业余时间的自我学习等来申请工作，而如今雇主则要求其持有学历证书或者是从业证书等。比如，投资银行现在招收的员工都持有经济学硕士学位。而在过去，只需要高中学历就足够了（同样，政府机构的初级政策分析员原先也只要求申请者有高中学历）。在中國，就有擁有碩士學歷的人，爭著當香菸廠工人的案例。在筛选的过程中，本科学历，甚至硕士学历已经成了求职者的必需品。

### 社会地位
“文凭主义”同时也指过分依赖证书及文凭来决定社会地位的趋势。文凭主义会导致文凭通胀。社会学家Randall Collion 在1979年的著作《文凭社会》（The Credential Society) 中“研究了文凭主义以及社会阶层划分之间的关系”。

## 学历贬值
学历贬值指工作所需的最低学历通胀的进程。当职业机构提高行业的准入标准，或越高学历的竞争者越容易被录取的现象发生时（实际上直接导致了申请者需要更高的学历），学历贬值就发生了。
在20世纪前叶，持有高中学历的银行职员可以爬升到支行经理，甚至支行行长的职位。但是，到了20世纪中叶，人们对继续教育的需求不断增加，加上工业革命及美国国民人口的高速增长，直接导致了职业需求变化。在该进程中，本科学历取代了高中学历的地位，相应职位的最低学历要求也有所提高。这一趋势一直持续到20世纪末，同理而言，进入21世纪以后，本科学历也开始无法满足需求，一些工作岗位的最低学历标准已经变成了硕士学位。
例如，在20世纪80年代末，职业医师的准入学历是本科学位。到了1990年代，就变为了硕士学位，而如今，博士学位则成了必要的条件。人口激增及科技创新使得知识交流更加频繁，直接导致了本科学位的数量增长，最终促成了上述变化。近年来，全球化进程不断推进，博士学历变得愈发普遍，大有取代硕士学历的势头。众多大学都表示，越来越多的学生对硕士项目和博士项目产生兴趣，尤其是博士项目，他们普遍认为获取新技能能够给简历加分，也能得到经济回报。过去，这些只针对少数热爱研究的学者设立的学术培养项目已经变成了很多行业的准入标杆。这一变化也迫使求职者不得不为了一些职位接受更长时间的教育，获得更高的学历。
不断贬值的学历也促进了高等教育行业的发展，越来越多的教育机构开始拓展其传统的硕士及博士项目，添加了很多针对性极强的培训课程。自然，这些为已工作人员设计的课程学费也十分高昂。
学历贬值的另一个直接结果，就是人们在学校中度过的时间越来越长，而花在建立职业生涯的时间则相应变短了。

## 学术通胀
“学术通胀”或“教育通胀”指的是最低工作需求不断通胀，高学历人员数量不断增加的过程。这导致了大量大学毕业生（获得本科学位或同级别学位），甚至研究生和博士生共同争抢数量极少的，需要如此高学历的工作，此时就发生了学历的贬值。这种情况使得社会竞争愈发激烈，人们都在试图获得更高的学历或接受高级别的教育。原来只要求申请者有两年或四年制本科学历的工作，现在已经大大提高了标准。通胀导致了一些工作的最低学历标准提升至了硕士，博士，以及博士后，但这些工作其实并不需要从业者有如此高的知识水平。
大学毕业生开始从事原先并不需要大学学历的工作，同时高学历人员不断涌入某一特定职业，直到其变成社会普遍认可的“高学历职业”，相对低端工作的最低学历需求由此提升，这时就出现了学术通胀的现象。可以说，这一现象是过度教育的结果。
教育体制化使得年轻人在“工作中学习”，实践中积累经验的机会不断减少，从学徒到熟练技术人员（比如，工程师）的发展道路基本消失了。学术通胀使得求职者愈发信奉由他人认可颁发的学历或资质证明。
“学术通胀”这一概念是Ken Robinson 爵士推广开的。他在TED （科技，娱乐，设计)发表的名为“学校扼杀创造力”的演讲使得人们熟悉了这一概念。
学术通胀和货币通胀的原理相似。货币通胀是指流通的货币过多，而可购买的商品过少导致的情况。

## 资质通胀或学历通胀
资质通胀是指在一段时间内，教育或学术资质贬值，求职者在职场中能够依赖该资质获得优势不断减少的现象。因此，资质通胀和物价膨胀类似，已获得的资质持续贬值。通常认为，资质通胀在上个世纪的西方高等教育领域，已然成为一种持续的趋势。这一现象在古代中国，日本，及17世纪的西班牙大学中也曾出现过。

### 迹象
20世纪伊始，美国高中毕业证就因资质通胀而不断贬值，在那时，只有不到10%的人口持有高中文凭，获得高中文凭是当时中产阶级可以称道的荣耀，持有者也可以在职场中爬升到管理级别。而近年来，高中文凭只能够帮求职者找到低端的劳动或服务业工作。
资质通胀的另一迹象是大学学历和高中学历持有者工资的差距不断减小 。新职位发布时所要求的资质和已从业者持有的资质之间也有十分明显的差距。2014年美国进行的一项研究发现，65%招聘行政秘书和行政助理的启事都要求申请者有本科学历，而现在担任该岗位的人员达到要求的比例只有19%。几十年前面对高中毕业生开放的职位，现在一般都有更高的学历要求，但其从事的事务及所需技能并没有明显变化。研究也发现，例如IT 行业的服务台岗位，招聘广告中要求的技能，对于大学毕业生或者非大学生而言，并没有区别。
可以预测，资质通胀会导致高学历者的供大于求，并加剧过度教育的趋势。据估计，2005年，30%的大学毕业生将被迫从事并不需要文凭的工作。工商管理学硕士（MBA）和文科硕士（MA）则只得从事店员或服务员的工作。

### 成因
对于资质通胀的成因，大家并没有统一的意见。不过一般认为，20世纪80年代至90年代，大力推广教育，以及随着科技发展而不断普及的高等教育直接导致了这一现象。这也就导致了原先对高中毕业生开放的低端工作，现在都要求申请者持有本科或更高级别的学历。有可能导致资质通胀的成因有以下几种：雇主要求申请者持有更高学历；个人或者家庭的兴趣；生活水平提高促使更长时间的教育成为可能；高失业率导致竞争者希望在职场占有更大的优势；文化对于教育的推崇。
特别是，资质通胀的内部机制会威胁到世界范围内高等教育的主动权，因为此通胀和市场对资质的需求并不匹配。如信号理论指出的，市场将资质作为衡量和筛选申请者能力的一项指标。雇主自然地认为学历和能力成正相关关系（见迈克尔·斯宾塞的就业市场信号模式）。
尽管近些年来，许多高等教育机构都认识到了资质通胀这一现象，但是他们对于这一问题并没有达成共识，也没有一套清晰的解决方案。学术机构通常都会录取达标的申请者，许多经济学家和政治学家也认为通过政府管控私营企业的招聘行为不仅越权，也对解决这一问题没有帮助。
驱动越来越多的美国人追求高等教育的理念是没有大学文凭就相当于不适宜被雇佣。许多高等教育的批评者都指出，“完成大学教育”这一运动也加剧了资质通胀，使得雇主在招聘时擅自加了很多非必须的学历要求，当然，这也是因为持有高学历的人才实在是太多了。

### 资质通胀引起的问题
资质通胀是一个极具争议性的话题。大家各执一词，对于资质通胀是否会，又如何会影响高等教育，就业市场以及薪酬都没有共识。以下是公众普遍的担忧：
- 一些人指出，大学学费及费用上涨是因为学历通胀的缘故，不过当前的数据并不能完全支持这一观点[44][45]
- 只为了获得文凭而上大学的学生，相比抱着充实自己为目的的学生，更容易变得不合群[46]
- 浮夸风盛行，华而不实。在中国以前对应聘做保安工作的人没有学历要求，而现在已经出现，有用人单位要求应聘做保安的人要有硕士及以上学历。[47]而事实上，很多工作不需要学历或通过工作实践，当学徒后就能胜任，而符合学历要求的应聘者被聘任后，常常，其文凭所学的专业与从事的工作不对口，工作要由零开始，造成了教育资源的浪费。
- 高中文凭贬值[48]
- 接受研究生教育带来的机会成本很大，可能会使个人储蓄财产延迟，工作年份减少，建立家庭时间推后[49]
- 造成了女性择偶困难，女性择偶倾向于选择与自己学历相当或更高的伴侣。以中国为例，在教育通胀之前，学历差距不大，女性择偶相对容易。教育通胀之后，学历差距增大，受教育时间延长，进入社会工作的时间也随之推迟。加之女性不愿意嫁给学历低于自己的男性，造成中国单身女性人数大增。即使对方才华出众，仅因学历不足，便令女性连了解的意愿也欠奉。[50]
- 充分接受培训的教职员工数量不够，而兼职讲师数量上升，这会反向破坏教育质量[51]
- 一些学者认为成绩通胀和学历通胀有直接关系，但是大家对二者的因果关系也有很多争论[34]
- 一些人指责学历通胀导致了工作及工作经验的价值降低，许多数据都显示学历在竞争力上明显弱于相关经验，这也导致了很多学生并不能在毕业后立即找到工作，偿还助学贷款[52]
- 学历通胀前，大家学历差距不大，招工对求职者没有太高的学历要求，教育通胀之后，人们的学历参差，用人单位招工提高了学历要求，过不了招工学历门槛的人，为了谋生，男的无奈加入黑社会，女的被迫当陪酒女或性工作者，这些没有学历要求的工作[53]而没有相关学历的人并非都是学习成绩差的人，一些偏科生，因为偏科的原因过不了通识教育全面发展的关而不能获得所需的学历。
- 在中国一些已经从事工作的在职人士或官场上的官员，虽然对工作已经驾轻就熟，但因为以前招工时没有这么高的学历要求，这些人被迫要求报读专升本、硕士、博士。因读书而分散用于工作的精力，所学的专业有些并非与工作对口，拿了文凭后工作能力不一定提高。[54]
- 尽管名誉博士学位是荣誉性头衔，旨在表彰个人在特定领域的卓越贡献或社会影响力的人，无需经历课程学习、考试或论文答辩，常规博士数量激增后[55]，名誉博士声誉也被稀释[56]
- 2025年4月北京协和医学院被媒体披露，于2018年用通识教育理论做借口，认为医生应该掌握除医学外更广泛的知识，推出临床医学博士培养项目“4+4”模式，即4年非医学本科教育+4年医学专业教育‌，引起通识教育与专才教育的争论，民众不认同称，不但浪费了前四年的本科学习，而且通过通识教育理论培养出来的医生医术不过关，该项目更被质疑，是为了权贵快速取得博士学位提供的捷径。[57]

## 成绩通胀
成绩通胀是指现在的学生获得的学术成绩变得越来越高，而过去在同等水平下获得的分数则较低的趋势。这一问题经常和美国教育问题，英国的中等教育普通证书，英格兰和威尔士的 A 等级成绩相关联。同样，加拿大和其它许多国家也有类似的问题，特别是澳大利亚和新西兰。